# Cohana Grande
Cohana Grande ist ein Straßendorf im Departamento La Paz im südamerikanischen Anden-Staat Bolivien.

## Lage im Nahraum
Cohana Grande ist bevölkerungsreichster Ort des Kanton Cohana im Municipio Pucarani in der Provinz Los Andes. Die Ortschaft liegt auf einer Höhe von 3900 m direkt am Südostrand des Titicacasees, von hier aus erstreckt sich nach Südosten die weite Ebene des bolivianischen Hochlandes über El Alto und Calamarca hinaus.

## Geographie
Cohana Grande liegt auf dem bolivianischen Altiplano zwischen den Anden-Gebirgsketten der Cordillera Occidental im Westen und der Cordillera Central im Osten. Das Klima der Region ist semihumid und ein typisches Tageszeitenklima, bei dem die mittleren Temperaturschwankungen im Tagesverlauf deutlicher ausfallen als im Jahresverlauf.
Die mittlere Durchschnittstemperatur der Region liegt bei 9 °C (siehe Klimadiagramm Batallas), die Monatsdurchschnittswerte schwanken nur unwesentlich zwischen 6 °C im Juli und 10 °C im November und Dezember. Der Jahresniederschlag beträgt etwa 600 mm, die Monatsniederschläge liegen zwischen unter 15 mm in den Monaten Juni bis August und zwischen 100 und 120 mm von Dezember bis Februar.

## Verkehrsnetz
Cohana Grande liegt in einer Entfernung von 83 Straßenkilometern westlich von La Paz, der Hauptstadt des Departamentos.
Von La Paz aus führt die asphaltierte Nationalstraße Ruta 2 in westlicher Richtung nach El Alto und weitere fünf Kilometer in nordwestlicher Richtung. Dann zweigt die Ruta 1 nach Südwesten ab und führt über Laja nach Tambillo. Von dort erreicht man über eine Seitenstraße in nordwestlicher Richtung nach zwölf Kilometern Catavi und nach weiteren zehn Kilometern Lacaya. In Lacaya zweigt eine Landstraße in nördlicher Richtung ab und erreicht nach neun Kilometern Cohana Grande.

## Bevölkerung
Die Einwohnerzahl der Ortschaft ist im vergangenen Jahrzehnt leicht angestiegen:
| Jahr | Einwohner         | Quelle       |
| ---- | ----------------- | ------------ |
| 1992 | keine Detaildaten | Volkszählung |
| 2001 | 454               | Volkszählung |
| 2012 | 505               | Volkszählung |
| 2024 |                   | Volkszählung |

Die Region weist einen hohen Anteil an Aymara-Bevölkerung auf, im Municipio Pucarani sprechen 97,2 Prozent der Bevölkerung Aymara.